# شعر عربی

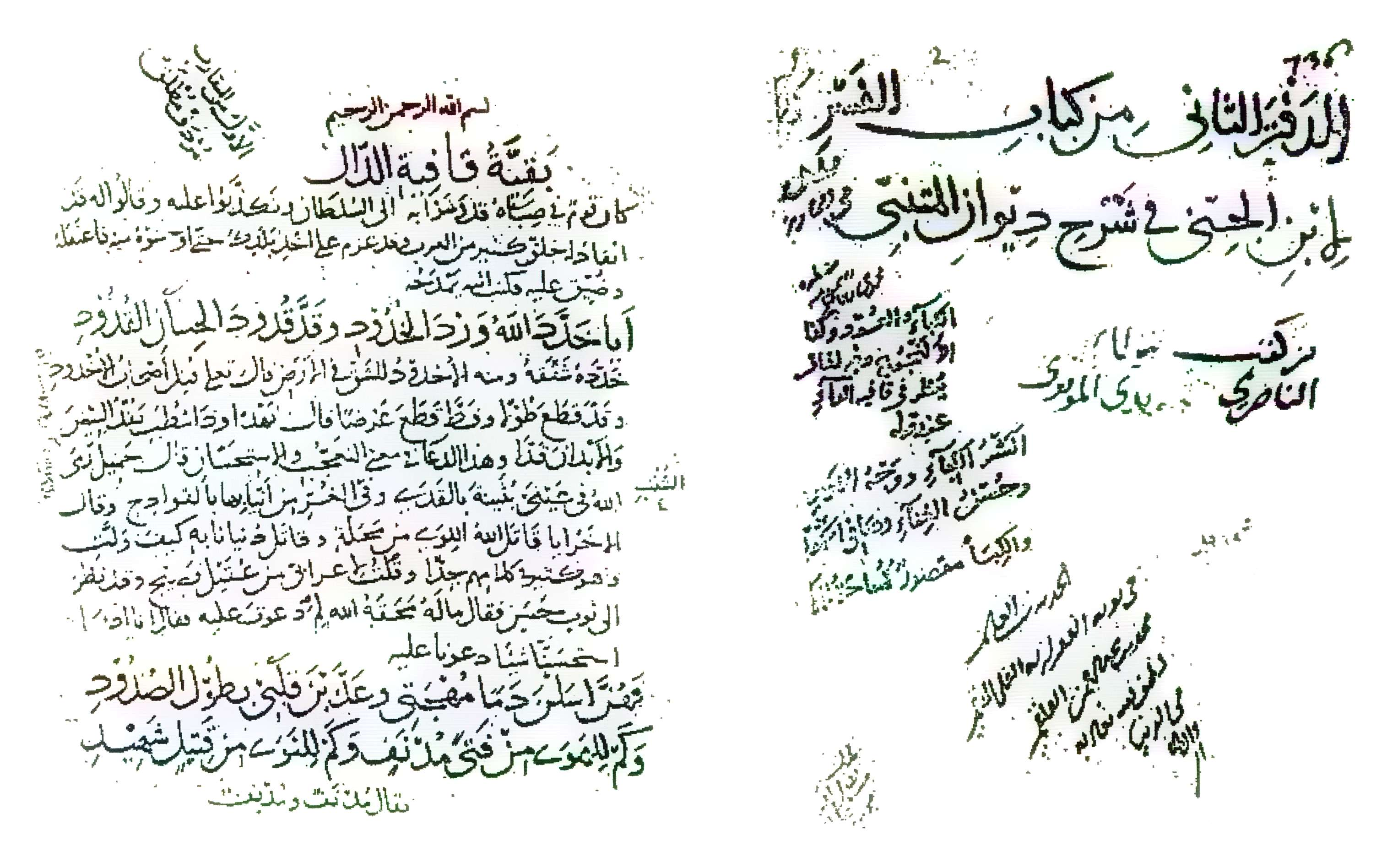
شعر عربی

شعر عربی از نخستین شکل‌های ادبیات عربی است. دانش امروزین شعر عربی از سدهٔ ششم میلادی آغاز می‌شود، اما شعر شفاهی عربی پیش از آن گفته می‌شده‌است.

## پیدایش شعر نو (آزاد) در ادبیات عربی
شعر آزاد به عنوان راهکاری نوین برای به تصویر کشیدن احساسات شعرا از اهمیت به سزایی برخوردار است. میان ناقدان، اختلاف دیدگاه فراوانی دربارهٔ تاریخ دقیق پیدایش آن و عیب‌ها و برتری‌های آن در مقایسه با شعر سنتی وجود دارد. برخی عقیده دارند شعر آزاد زبان عربی ریشه در موشح - نوعی شعر عامیانه که در آندلس پیدا شد - دارد. عدّه ای دیگر معتقدند ریشه ى شعر آزاد به «بند» - اگرچه پیدایش دقیق بند نیز مشخص نیست - می‌رسد، چون شاعر هم در بند و هم در شعر آزاد اختیار دارد که تفعیله‌ های شعر را برحسب مفهوم مورد نظر خویش کم و زیاد کند. دسته ى سوم ناقدان بر این عقیده‌اند که شاعران مهجر منادی تغییر و تحوّل در شعر عرب از لحاظ مفهوم و وزن و بحرهای عروضی می‌باشند. به هرحال همه ى تلاش‌ها به شعر مشهور «الکولیرا» خانم دکتر شاعره ى معاصر عراقی یا قصیده ى «هَلْ کانَ حُباً» دیگر شاعر معاصر عراقی یعنی بدر شاکر السیاب منتهی می‌شود و این دو به عنوان پیشگامان شعر آزاد عربی مطرح می‌شوند، برخی نازک الملائکه را به عنوان نخستین پیشگام و دسته ای دیگر بدر را اولین سراینده ى شعر آزاد عربی به‌شمار می‌آورند.
از مهم‌ترین ویژگی‌های شعر آزاد عربی می‌توان به موارد زیر اشاره کرد: قدرت شاعر در کوتاه و بلندی مصراع‌ها و آزادی خیال، وحدت و هماهنگی ساختمان، شایستگی برای نقل آثار عربی

## برای اطلاعات بیشتر
- الرّوَیهِب، خالد (۲۰۰۵). "عشق در شعر عربی از اوایل دورهٔ عثمانی ۱۵۰۰–۱۸۰۰"، خاورمیانه، ادبیات. جلد هشتم.
- کِنِدی، فیلیپ ف. (۱۹۹۷). شرابِ آهنگ‌های کلاسیک در شعر عربی: ابونُواس و سنت ادبی، انتشارات کلارِندون. شابک ‎۹۷۸-۰-۱۹-۸۲۶۳۹۲-۰.
- استِتْکِویچ، سوزان پینْکْنی (۱۹۹۳). جاودانه‌های خاموش سخن می‌گویند: شعر قبل از اسلام و شعر آیینی، انتشارات دانشگاه کرنل. شابک ‎۹۷۸-۰-۸۰۱۴-۸۰۴۶-۱.